# Comuna Kameanske, Irșava
Kameanske (în ucraineană Кам`янське) este o comună în raionul Irșava, regiunea Transcarpatia, Ucraina, formată din satele Boharevîțea, Hmilnîk, Kameanske (reședința) și Volovîțea.

## Demografie
Componența lingvistică a comunei Kameanske
     Ucraineană (99,13%)
     Alte limbi (0,67%)
Conform recensământului din 2001, majoritatea populației comunei Kameanske era vorbitoare de ucraineană (99,13%), existând în minoritate și vorbitori de alte limbi.